# Emmanuel-Armand de Vignerot du Plessis
Pour les articles homonymes, voir Aiguillon.
Pour les autres titulaires du duché d'Aiguillon, voir Liste des ducs d'Aiguillon.
Emmanuel-Armand de Vignerot du Plessis-Richelieu, duc d'Aiguillon, pair de France (1740), comte d'Agénois et de Condomois puis duc d'Agénois et duc d'Aiguillon, est un militaire et homme d'État français né à Paris le 31 juillet 1720, et mort à Paris le 1er septembre 1788.
Maréchal de camp, commandant en chef de Bretagne, il s'y rend impopulaire par sa lutte contre La Chalotais et le Parlement de Bretagne. Il est rappelé à la cour.
Plus tard secrétaire d'État des Affaires étrangères pendant trois ans et momentanément secrétaire d'État de la Guerre à la fin du règne de Louis XV, il est disgracié sous Louis XVI.

## Biographie

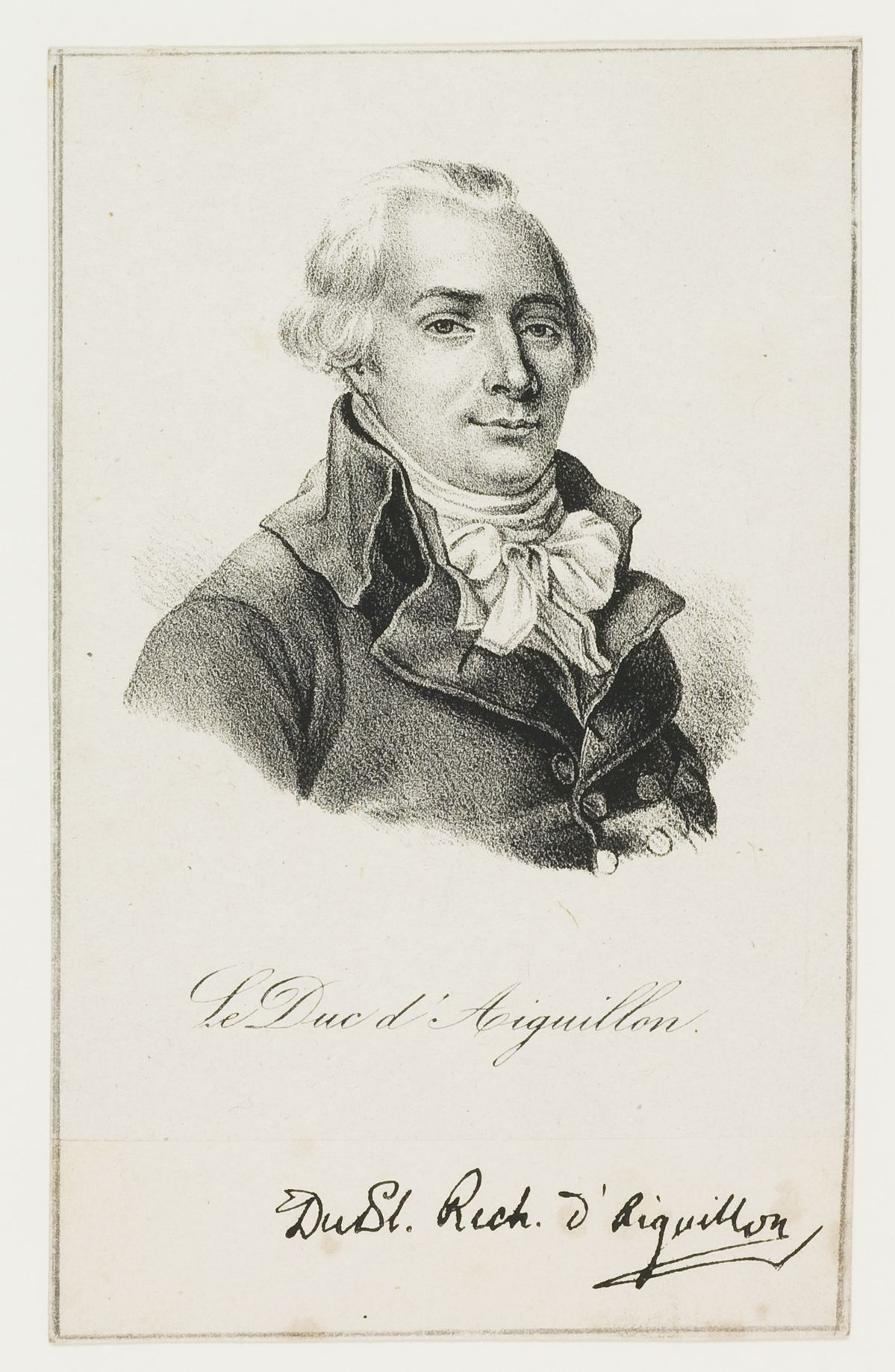
Le duc d'Aiguillon (signé)

Fils d'Armand-Louis de Vignerot du Plessis (1683-1750), duc d'Aiguillon et arrière-petit-neveu du cardinal de Richelieu, et d'Anne-Charlotte de Crussol de Florensac (1700-1772), Emmanuel-Armand du Plessis-Richelieu entre dans l'armée à l'âge de 17 ans et devient colonel du régiment de Brie à 19 ans.
Son appartenance à la Maison de Richelieu et à la lignée des ducs d'Aiguillon lui assurent une position importante à la Cour.
Il sert en Italie pendant la guerre de Succession d'Autriche. Il est gravement blessé lors de la bataille de Pierrelongue près de Châteaudauphin en 1744. Il est fait prisonnier en 1746 mais devient maréchal de camp en 1748.
Il est membre du parti dévot et de l'opposition au parti de Choiseul, et son hostilité aux idées nouvelles lui vaut les sarcasmes des pamphlétaires. L'abbé de Véri lui voit « une figure jaune » et « un caractère disposé à l'espionnage et à la sécheresse ». L'historiographie du XIXe siècle ne l'épargne pas et stigmatise son arrivisme, mais les historiens modernes en font des portraits plus nuancés : « Intelligent, perspicace, ayant une grande puissance de travail et une vive faculté d'assimilation, il était autoritaire, ambitieux, avec un penchant à la duplicité que les circonstances développèrent » ; « Il s'agit d'un bon serviteur du roi, ambitieux assurément, mais énergique et fidèle […] il ne doit son élévation qu'à la grandeur de sa famille et à l'excellence de ses mérites ».

### Commandant en chef en Bretagne, 1753-1768

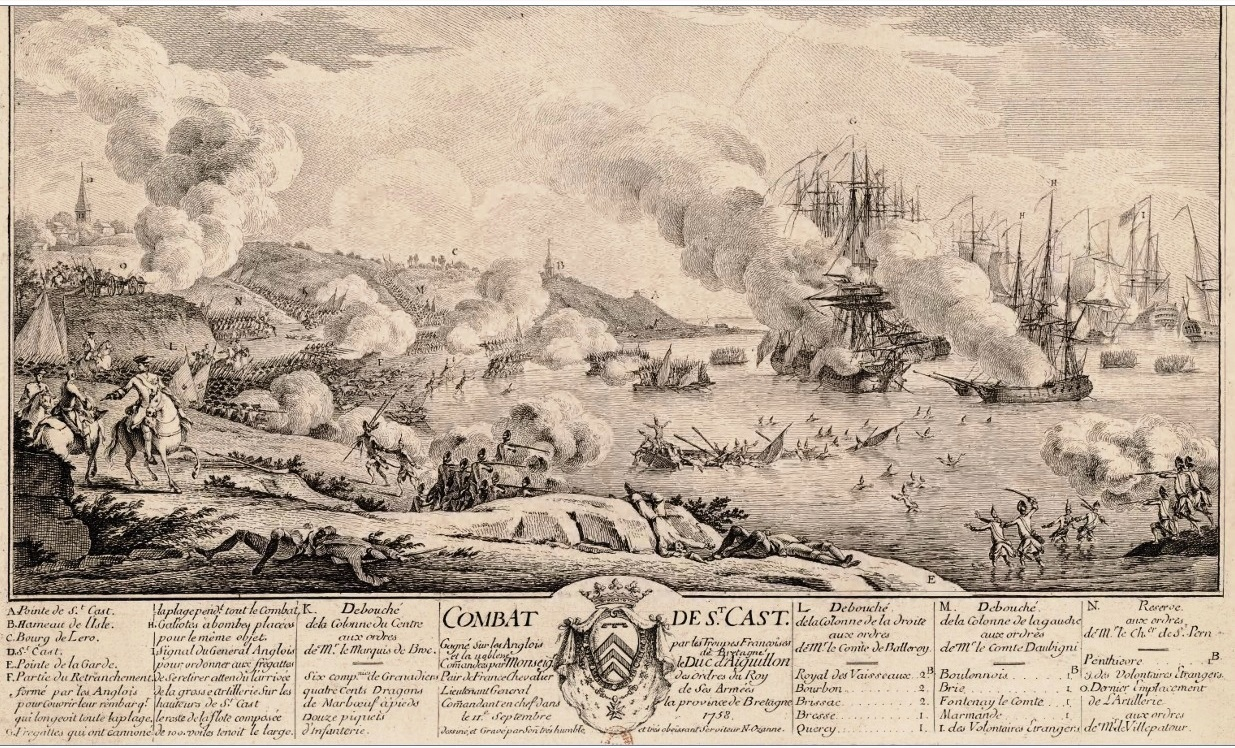
Il remporte la bataille de Saint-Cast en 1758.

Le 20 avril 1753, après une brève carrière militaire et quelques mois comme gouverneur général et lieutenant général de la province d'Alsace, le duc d'Aiguillon est nommé commandant en chef de Bretagne. Dès 1758, il doit affronter les Britanniques qui tentent un débarquement et défend victorieusement Saint-Malo en juin 1758, bien qu'il soit accusé de lenteur dans la préparation des troupes devant Saint-Cast. Il bat néanmoins les Britanniques, qui ont débarqué, lors de la bataille de Saint-Cast.
Il ne tarde pas à se rendre très impopulaire dans un pays d'état, qui jouit de nombreux privilèges ou « libertés ». D'Aiguillon s'oppose aux états provinciaux pour leur imposer les impositions royales en 1758 et entre en conflit avec le Parlement de Bretagne en 1762. En juin 1764, sur les instances de d'Aiguillon, le Roi annule un arrêt du Parlement interdisant de lever de nouveaux impôts sans le consentement des états et refuse d'entendre les remontrances du Parlement. Le Parlement de Bretagne accuse d’Aiguillon d’abus de pouvoir. Il est défendu dans cette affaire par Linguet.
Le 11 novembre 1765, Louis-René Caradeuc de La Chalotais (1701-1785), procureur général du Parlement, est arrêté. Le conflit entre d'Aiguillon et les Bretons dure deux ans. Pour tenir l'office du Parlement, qui s'est mis en vacances, d'Aiguillon organise en janvier 1766 un tribunal spécial, ironiquement appelé « le bailliage d'Aiguillon », qui est tourné en ridicule par les libellistes. Il doit le dissoudre en 1768 et rentrer à la Cour où il intrigue avec les dévots jusqu'à obtenir enfin le renvoi du duc de Choiseul le 24 décembre 1770.
Entretemps, d'Aiguillon fait l'objet, en mars 1770, d'une information judiciaire ouverte contre lui par le Parlement de Bretagne et, le 2 juillet 1770, le Parlement de Paris rend à son encontre un arrêt d'indignité. Le roi doit intervenir pour suspendre les poursuites et casser l'arrêt.

### Secrétaire d'État, 1771-1774

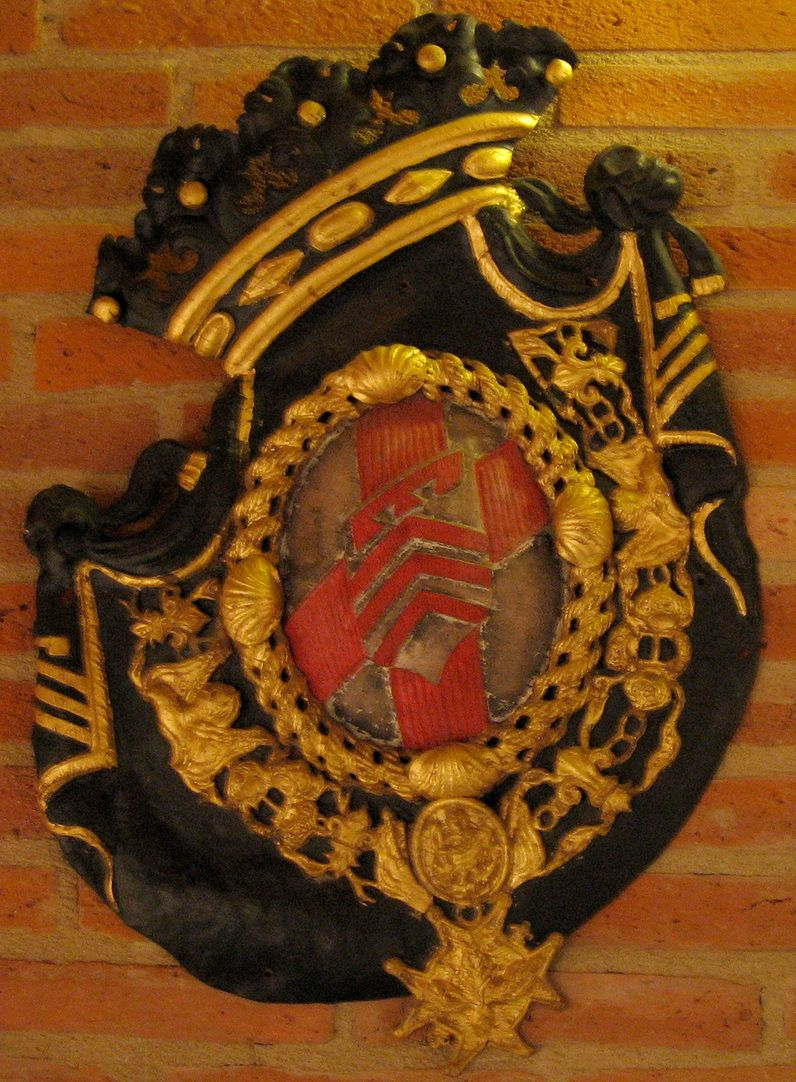
Armes du duc d'Aiguillon, musée Paul-Dupuy à Toulouse.

En septembre 1769, d'Aiguillon obtient la charge très enviée de capitaine-lieutenant des chevau-légers de la Garde. Néanmoins, Louis XV l'apprécie peu. En 1742, le roi prend sa maîtresse, Mme de La Tournelle, à d'Aiguillon, alors comte d'Agenois, qui le prend fort mal. D'Aiguillon en veut aussi à Louis XV de l'avoir privé du procès devant la Cour des Pairs qui aurait pu le justifier des accusations portées contre lui dans l'affaire La Chalotais. D'Aiguillon se serait vengé en faisant de la du Barry sa maîtresse[réf. nécessaire]. Quoi qu'il en soit, le Roi se sentant mal à l'aise vis-à-vis de d'Aiguillon, lui montre de la froideur. Mais sur les conseils de Madame du Barry, Louis XV, après avoir formé un nouveau gouvernement avec le dessein de briser la résistance des parlements, finit, non sans une longue hésitation, par nommer d'Aiguillon secrétaire d'État des Affaires étrangères le 6 juin 1771.
D'Aiguillon est alors l'un des membres du « triumvirat », avec le chancelier Maupeou et l'abbé Terray. Après une vacance de près de six mois du département, il trouve en arrivant aux Affaires étrangères une situation difficile. Tout à fait inexpérimenté dans les questions diplomatiques, il n'est guère capable de la redresser. Ennemi résolu de la maison de Choiseul, il applique une politique choiseuliste à rebours en matière d’alliances diplomatiques et de politique étrangère.
Il doit assister impuissant au partage de la Pologne opéré par le traité du 5 août 1772 entre la Russie et la Prusse. Mais en Suède, alliée traditionnelle de la France, il soutient avec succès le coup d'état de Gustave III le 19 août 1772. Par solidarité de famille, il appuie les démarches de l'Espagne et de Naples auprès de Clément XIV pour obtenir la suppression des Jésuites, décidée le 21 juillet 1773 par le bref Dominus ac Redemptor. Au cours du procès des "Invalides" qui concerne le colonel de Bellegarde, contrôleur des armes et son beau-frère J. J. Carrier de Montieu, propriétaire de la manufacture d'armes de Saint-Étienne, il appuie la demande d'avocats faite par la famille des accusés et le général Vaquette de Gribeauval. Le 12 octobre 1773 ils seront quand-même lourdement condamnés. Il négocie la restitution au Saint-Siège d'Avignon et du Comtat Venaissin, qui est acceptée par lettres patentes de Louis XV du 10 avril 1774.
Le duc est aussi l’agent d'un timide rapprochement franco-britannique. Il confie dès le mois de mai 1772 la négociation d’un traité de commerce franco-britannique à un commerçant britannique du nom de James Bourdieu. Lord North est à cette occasion son principal interlocuteur mais le 3 mars 1773, une fin de non-recevoir, polie mais ferme, doit rompre les négociations.
D'Aiguillon est également nommé secrétaire d'État de la Guerre pour quelques mois en 1774, tout en conservant les Affaires étrangères. Il apparaît alors comme la véritable tête du ministère.

### Disgrâce et exil
Avec l'avènement de Louis XVI, d'Aiguillon est condamné d'avance en raison de ses rapports trop notoires avec Madame du Barry. Marie-Antoinette lui reproche en outre sa sévérité à l'égard d'un de ses protégés, le comte de Guines, ambassadeur à Londres, accusé de malversations, tandis que l'ambassadeur d'Autriche, Mercy-Argenteau, l'accuse d'être à l'origine d'une campagne de calomnies contre la reine.
Il démissionne le 2 juin 1774, et est autorisé à conserver sa charge de colonel des chevau-légers, reçoit une pension et une gratification de 500 000 francs. Mais il doit à la vindicte de Marie-Antoinette d'être exilé, le 16 mai 1775, non dans son château de Véretz, château féodal sur le Cher, à deux lieues de Tours, qu'il avait somptueusement remis au goût du jour, mais au château d'Aiguillon, à deux cents lieues de Versailles, alors en cours de reconstruction.
Le 22 juillet 1774, la Gazette d’Utrecht l’accuse de soutenir un réseau de nouvelles à la main. Le duc croit y déceler la plume de Beaumarchais. Le 29 du même mois, il fait savoir au comte de Vergennes que les calomnies de la Gazette Utrecht sont des insultes soufflées aux folliculaires par le comte de Guines.
Il retrouve Linguet sur sa route. Ce dernier réclame la somme de 120 000 livres pour service rendus, et une compensation pour les dangers encourus et dans une affaire où il a manqué de laisser sa réputation, et pour avoir fait gagner un procès, selon ses dires, comme la couronne de France n’en a connu depuis Hugues Capet.
Le duc d'Aiguillon ne retrouve pas son influence politique et meurt en 1788.

### Famille
- Il se marie en 1740 avec Louise-Félicité de Brehan (1726-1796), fille du comte de Plélo, ambassadeur tué en dirigeant l'offensive contre le siège de Dantzig, et de Louise-Françoise Phélypeaux de La Vrillière de Saint-Florentin. Ils ont deux enfants[3] :
  - Innocente-Aglaé, qui épouse en 1766 Joseph-Dominique de Chabrillan (1744-1793), général de cavalerie.
  - Armand-Désiré de Vignerot du Plessis (1761-1800), général de cavalerie.

## Filmographie
Dans le film Jeanne du Barry (2023) de Maïwenn, son rôle est interprété par Pascal Greggory.

### Sources bibliographiques
- Christophe Dehaudt, in Dictionnaire des ministres des affaires étrangères, sous la direction de L. Bély, L. Theis, G.H. Soutou, M. Vaïsse, PUF, 2005, notice bibliographique du duc d'Aiguillon, p. 182-187.
- Lucien Laugier, Le duc d’Aiguillon, Paris, Albatros, 1984, 300 p.
- Alain Paraillous, Le duc d'Aiguillon (1720-1788), Editions Sud Ouest, 2010.
- Bertrand de Fraguier, « Le duc d’Aiguillon et l’Angleterre », Revue d’histoire diplomatique, n° 4, 1912, p. 607–627.
- Arnaud de Maurepas et Antoine Boulant, Les Ministres et les ministères du siècle des Lumières (1715-1789). Étude et dictionnaire, Paris, Christian et Jas, 1996, 452 p.
- Louis Petit de Bachaumont et alii, Mémoires secrets pour servir à l’histoire de la république des lettres en France, 12 juillet 1770
- Correspondance de Monsieur le Duc d'Aiguillon, au sujet de l'Affaire de M. le Comte de Guines & du Sieur Tort, & autres intéressés. Pendant les années 1771, 1772, 1773, 1774 & 1775. À Paris, De l'Imprimerie de Quillau, 1775. (B M. de Besançon)
- Supplément de la correspondance de M. le duc d’Aiguillon, Paris, Quillau, 1775.
- « Aiguillon (Armand Vignerot-Duplessis-Richelieu, duc d') », dans Louis-Gabriel Michaud, Biographie universelle ancienne et moderne, Paris, 1843, t. I, p. 270-271 [lire en ligne].
- « de Vignerot-du-Plessis Richelieu (Emmanuel-Armand) », dans Jean-Baptiste-Pierre Courcelles, Dictionnaire historique et biographique des généraux français, tome IX [RIV - Z], Paris, 1823, p. 445-446 [lire en ligne].
- Paul Vaucher, Recueil des instructions données aux ambassadeurs et ministres de France depuis les Traités de Westphalie jusqu'à la Révolution française. Paris, Commission des archives diplomatiques, Éditions du CNRS, 1965, p. 370, 466-476
- Jean de Viguerie, Histoire et dictionnaire du temps des Lumières, Paris, Robert Laffont, coll. Bouquins, 2003,  (ISBN 2221048105)
- Georges Livet, « Aiguillon Emmanuel Armand de Vignerot du Plessis-Richelieu (duc d’) », sur alsace-histoire.org, 2004
- (en) Horace Walpole, The Letters of Horace Walpole, Earl of Orford: Including Numerous letters Now First Published , vol. IV. 1770-1797. Philadelphia, Lea & Blanchard, 1842Tugdual de Langlais, L'armateur préféré de Beaumarchais … Jean Peltier Dudoyer, de Nantes à l'Isle de France, Coiffard Éditions, Nantes, 2015, 340 p.  (ISBN 9782919339280).
- Tugdual de Langlais, L'armateur préféré de Beaumarchais … Jean Peltier Dudoyer, de Nantes à l'Isle de France, Coiffard Éditions, Nantes, 2015, 340 p.  (ISBN 9782919339280).